# Сарфатти, Маргерита
Маргери́та Сарфа́тти (итал. Margherita Sarfatti, урождённая Маргери́та Грасси́ни, итал. Margherita Grassini 8 апреля 1880 — 30 октября 1961) — итальянский политик, журналист и искусствовед, соратник, любовница и биограф Бенито Муссолини.

## Биография
Родилась  8 апреля 1880 года в Венеции в старинной и богатой семье Амедео Грассини и Эммы Леви. Её дед и отец были выпускниками юридического факультета Падуанского университета и за свой большой вклад в дело государственного строительства получили рыцарское звание. Амедео Грассини, несмотря на своё еврейское происхождение, дружил со священником Джузеппе Сарто, который впоследствии стал папой римским Пием Х.
Маргерита была четвёртым ребёнком в семье. Она любила учиться и к 10 годам бегло говорила по-французски, по-немецки и по-английски. С 12 лет Маргарита начала коллекционировать картины, после того как родители разрешили ей самостоятельно принимать участие в аукционах. В 14 лет Маргерита изучала историю и искусство с тремя персональными учителями. Особое влияние на её взгляды оказал Антонио Фраделотто, который впоследствии основал знаменитую венецианскую Биеннале.
В 1898 году она вышла замуж за адвоката и социалиста Чезаре Сарфатти, они вместе вступили в социалистическую партию и стали известными активистами. В мае 1900 года у них родился сын Роберто. В 1902 году семья переехала в Милан. Там Маргерита посещала салон одного из лидеров социалистической партии — русской ортодоксальной марксистки Анны Кулишовой. Этот салон посещали многие художники, писатели и поэты. Один из художников — Умберто Боччони — стал первым любовником Маргериты, которая тщательно скрывала от мужа эту связь.
С поддержкой социалистов Чезаре победил на выборах в члены миланского муниципалитета, а в 1906 стал президентом миланского отделения Сионистской федерации Италии. Маргерита в этот период занималась журналистикой в социалистической газете «Avanti!» и публиковала искусствоведческую критику. В 1903 году она получила третью премию за обзор работ Биеннале. В 1909 году у Маргериты родилась дочь Фьяметта. Во время Первой мировой войны Чезаре, а затем и Маргерита выступили в поддержку военных действий и были исключены из Социалистической партии, которая придерживалась позиции пацифизма. В 1918 году Роберто Сарфатти, ушедший на фронт добровольцем в 17 лет, погиб на фронте.
С Бенито Муссолини Маргерита познакомилась в конце 1912 года, когда его назначили главным редактором газеты «Avanti!». Они стали много общаться, в дальнейшем это переросло в любовную связь. Сестра Муссолини Эдвиге писала в мемуарах, что «Любовь Бенито к этой женщине была очень глубокой … она изменила психологический и эмоциональный склад его характера».
Впоследствии Маргерита была одним из близких соратников Муссолини, писала ему политические речи и готовила поход на Рим. Её называли «еврейской матерью итальянского фашизма». В 1925 году она опубликовала в Англии и США книгу «Жизнь Бенито Муссолини». Итальянское издание вышло под названием «Дуче». Книга имела огромный успех, была переведена на 18 языков и сделала Муссолини всемирно известным.
Историк Симона Урсо пишет, что Сарфатти, как и Муссолини, поменяла взгляды от социалистических к фашистским и стала не меньшей расисткой, чем дуче, несмотря на происхождение. По мнению историка Джорджио Фабре, статьи Сарфатти, написанные ещё до знакомства с Муссолини, свидетельствуют о том, что она считала «расово неполноценными» чёрных и азиатов.
Постепенно отношения с Муссолини ухудшались, появились более молодые претендентки на роль любовницы, а соратники дуче, недовольные влиянием еврейки, в конце концов уговорили отдалить Сарфатти. После разрыва с Муссолини и начала антиеврейских репрессий в Италии, в результате которых ей запрещено было публиковаться на темы искусства, Маргерита уехала в Париж, а затем в Латинскую Америку, и вернулась в Италию после окончания войны. Умерла 30 октября 1961 года в городе Кавалласка на севере Италии.
Известно, что у неё хранилось более 1000 писем Муссолини, но они никогда не были опубликованы и их местонахождение осталось неизвестным.